# Bibliothek für unsere Frauen

Titelblatt der Buchreihe, Band 6, 1890

Die Bibliothek für unsere Frauen war eine unregelmäßig erscheinende belletristische Buchreihe der Verlagsbuchhandlung von Hermann Costenoble (1826–1901) in Jena für Frauen und Töchter, die sich laut zeitgenössischer Werbung durch ihren trefflichen Inhalt, elegante Ausstattung und mäßigen Preis besonders auszeichnen sollte. Es handelt sich um eine Sammlung kleiner prosaischer und poetischer Schriften. Jeder Band konnte broschiert oder gebunden von der Verlagsbuchhandlung bezogen werden.
Der erste Band, mit dem 1877 die Buchreihe in Oktavformat eröffnet wurde, war die Erzählung Rosy von Marie Franck.  Ihr folgte als Band 2/3 der Titel Das Erbe der zweiten Frau. Eine Familiengeschichte von Eufemia Gräfin von Adlersfeld-Ballestrem. Band 4 trug den  Titel Dornröschen von Ludwig Habicht und der fünfte Band erschien um 1879 und hieß Das Pfarrhaus zu Wudnik. Eine altmodische Kriegs- und Liebesgeschichte von Edmund Hoefer, der zum Ende der Reihe auch als Herausgeber fungierte. Der sechste Band enthielt die Novelle Gazela des dänischen Schriftstellers Carit Etlar in der Übersetzung von Pauline Schanz. Als letzter und siebenter Band erschien 1890 Zauberwasser. Eine Geschichte aus dem Banat von Nataly von Eschstruth.
Im ausgehenden 19. Jahrhundert wurden keine weiteren Bände mehr verlegt. Zwei Bände wurden später auch in der Edition Corvey als Teil der Belser-Reihe Deutschsprachige Frauenliteratur des 18. und 19. Jahrhunderts als Microfiche-Ausgabe veröffentlicht.